# Rifugio Agostino e Delfo Coda
Il rifugio Agostino e Delfo Coda è un rifugio che si trova sullo spartiacque che divide la Valle del Lys e la Valle dell'Elvo, a 2280 m s.l.m. di quota.

## Storia
Il rifugio è stato costruito nel 1947 e successivamente ristrutturato. 
Viene edificato su iniziativa dell'Ing. Agostino Coda, originario di Vandorno (BI), in memoria del figlio Delfo, caduto diciottenne nella guerra partigiana, in occasione di un rastrellamento nazista occorso a Traversella (TO) il 14 ottobre 1944, insieme ad altri giovani compagni del suo battaglione.
Il rifugio, dopo la scomparsa dell'Ing. Agostino Coda avvenuta nel 1958, prese anche il suo nome.

## Caratteristiche e informazioni
Il rifugio, di proprietà del Club Alpino Italiano - sezione di Biella, è aperto da luglio a settembre e nei fine settimana di maggio, giugno e ottobre. Dispone di 50 posti letto circa; il locale invernale 8.

## Accessi
Il rifugio è raggiungibile dal santuario di Oropa in 2 ore circa e da Coumarial in 2 ore e 45 minuti circa. Il rifugio è meta della seconda tappa dell'Alta via della Val d'Aosta n. 1. Il rifugio è inoltre collocato lungo il percorso dell'alta via delle Alpi Biellesi

## Ascensioni
Dal rifugio si può salire al Monte Mars, al Monte Bechit, al Mont Roux, alla Colma di Mombarone, al Monte Rosso e alla vicinissima Punta Sella.

## Skyrunning

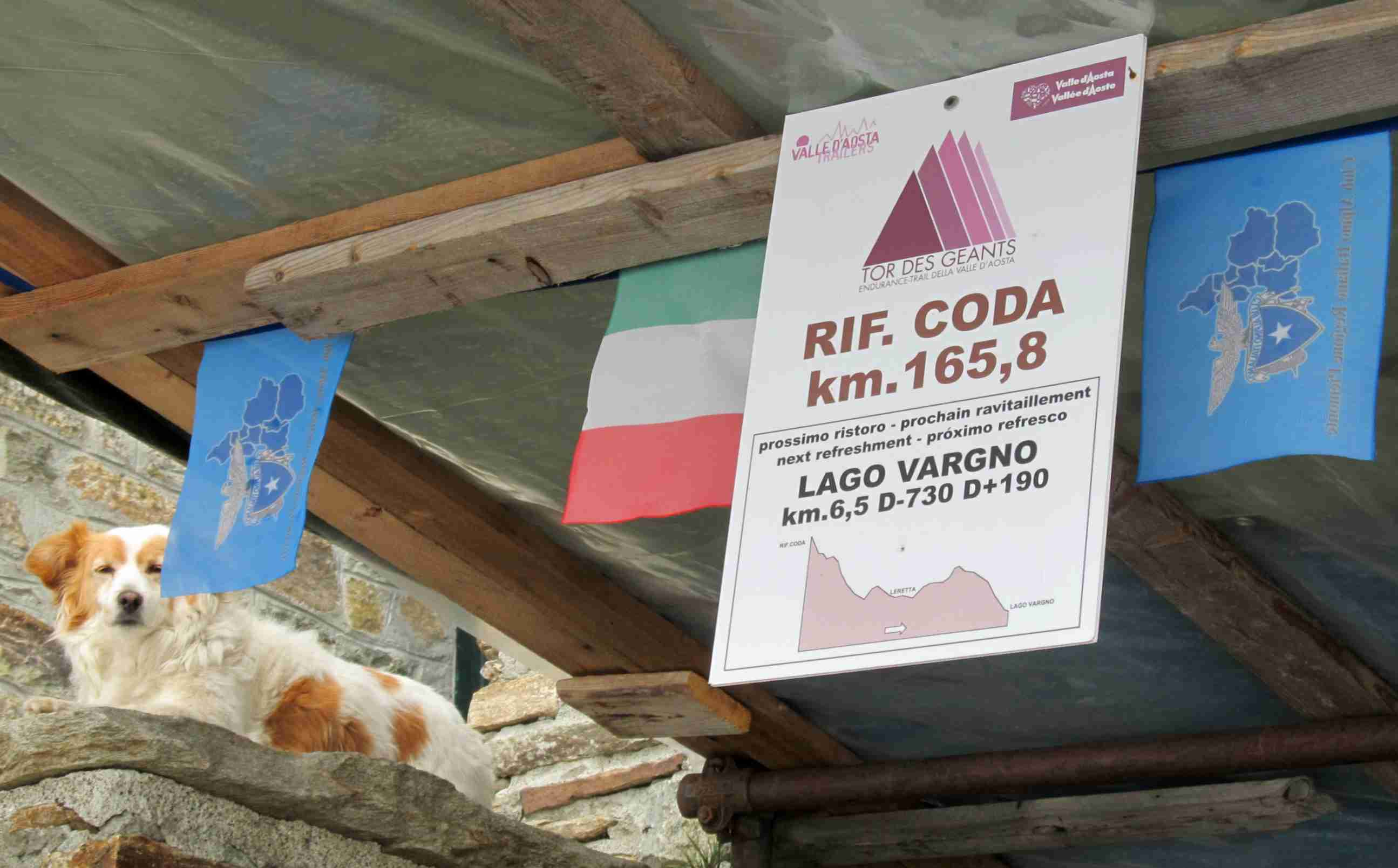
Indicazioni del Tor des Géants al rifugio

Il rifugio funge da punto d'appoggio per la gara di ultratrail Tor des Géants. È inoltre il punto di arrivo della gara di corsa in montagna Sordevolo-Rifugio Coda.